# Boswellia carterii
El olíbano (Boswellia carterii) es una especie de planta que produce la resina aromática llamada incienso, pertenece a la familia Burseraceae. Es nativo de Somalia, este de África, sur de Arabia y de la India.
Es un sinónimo de Boswellia sacra

## Características
Es un árbol con hojas caducas, alternas, imparipinnada con diez pares de foliolos y uno terminal. Los foliolos son dentados, oblongos y con peciolos cortos. Las flores de color blanco o rosadas son pequeñas y con cortos pedúnculos. Tienen 10 estambres y se agrupan en racimos axilares más pequeños que las hojas. La corola con cinco pétalos. El fruto es una drupa con tres celdas y una semilla alada en cada una.

## Historia
Plinio lo recomendó en sus escritos para neutralizar el veneno de la cicuta y el famoso Avicena lo usaba para tratar tumores, vómitos, fiebres y disentería. Heródoto en sus relatos, comentaba que en las fiestas de Bel que tenía su templo en Babilonia se le ofrecía a la diosa una ofrenda de 1000 talentos de incienso cada año.
El uso del incienso como ofrenda religiosa ya era común en Asiria y Babilonia continuando en su uso los griegos y también los romanos y así hasta nuestros días, en la que casi todas las religiones hacen uso de esta ofrenda.

## Propiedades
- Es un estimulante y se usa en emplastos.
- En inhalaciones se usa para tratar bronquitis y faringitis.
- No es utilizado por vía interna.

Principios activos: contiene goma ácida (27-35%), gran cantidad de resina (60-70%); ácido boswélico (triterpeno); aceite esencial (3-10%), con abundantes terpenos: limoneno, tuyeno, pineno, terpineno.
Indicaciones: Es inmunoestimulante, balsámico (mucolítico, expectorante), espasmolítico. En uso tópico: cicatrizante, antiséptico; la resina es rubefaciente, resolutivo. Indicado para gripe, resfriados, bronquitis, enfisema, asma. En uso tópico: aftas, parodontopatías, heridas y ulceraciones dérmicas; la resina en inflamaciones osteoarticulares, mialgias, contracturas musculares y forúnculos. Entra en la composición de ciertos emplastos, ungüentos y bálsamos.
Se recomienda no prescribir aceites esenciales por vía interna durante el embarazo, la lactancia, a niños menores de seis años o a pacientes con gastritis, úlceras gastroduodenales, síndrome del intestino irritable, colitis ulcerosa, enfermedad de Crohn, hepatopatías, epilepsia, Parkinson u otras enfermedades neurológicas. No administrar, ni aplicar tópicamente a niños menores de seis años ni a personas con alergias respiratorias o con hipersensibilidad conocida a éste u otros aceites esenciales. El aceite esencial es dermocáustico, neurotóxico y abortivo.
Se usa la gomorresina obtenida por incisiones sobre el tronco. Resina: emplastos, bálsamos, linimentos.
Otros usos: se utiliza en perfumería y como ambientador.

## Denominación popular
- Castellano incienso, olibano.